# Renanthera imschootiana
Renanthera imschootiana är en orkidéart som beskrevs av Robert Allen Rolfe. Renanthera imschootiana ingår i släktet Renanthera och familjen orkidéer. Inga underarter finns listade i Catalogue of Life.

## Bildgalleri

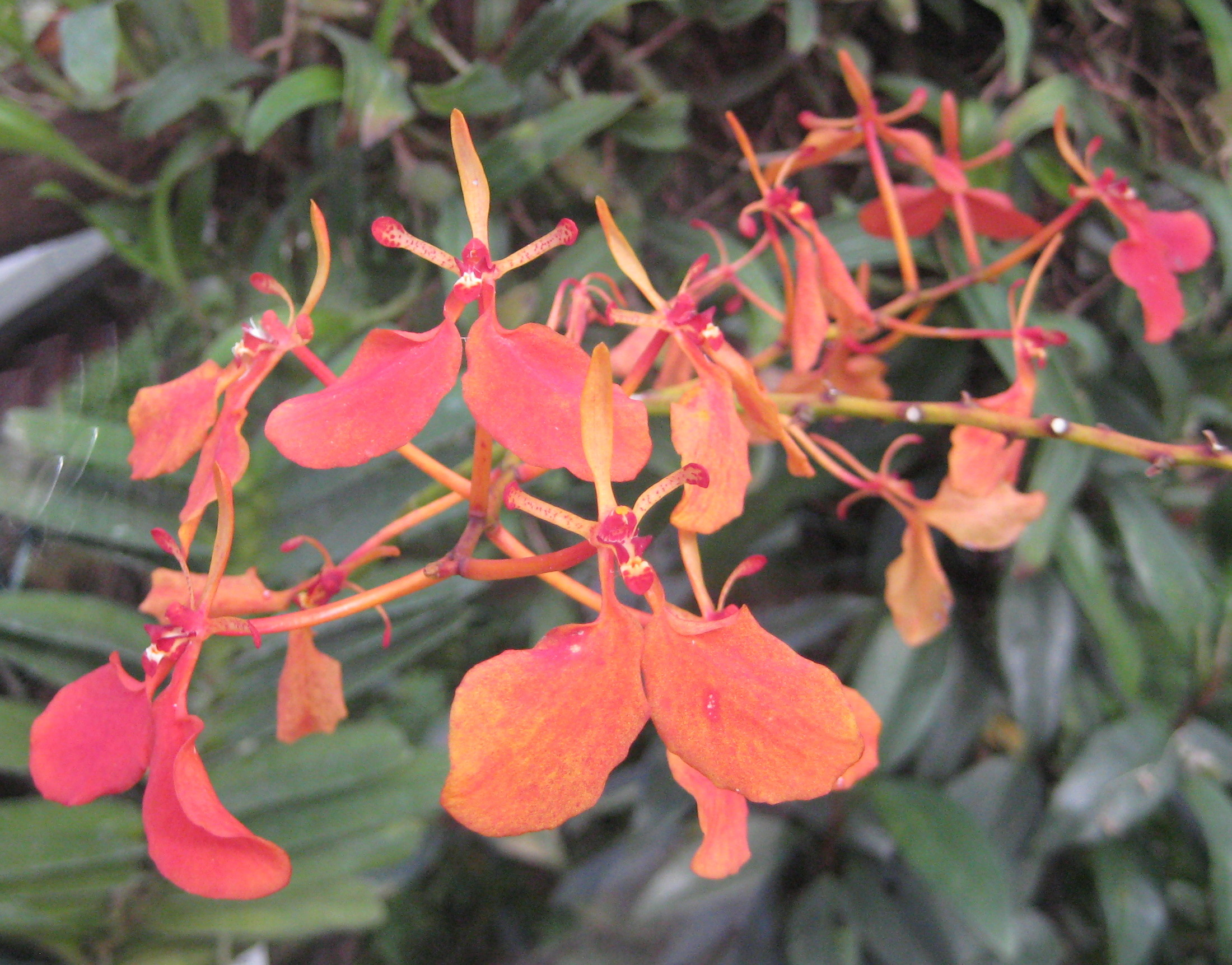
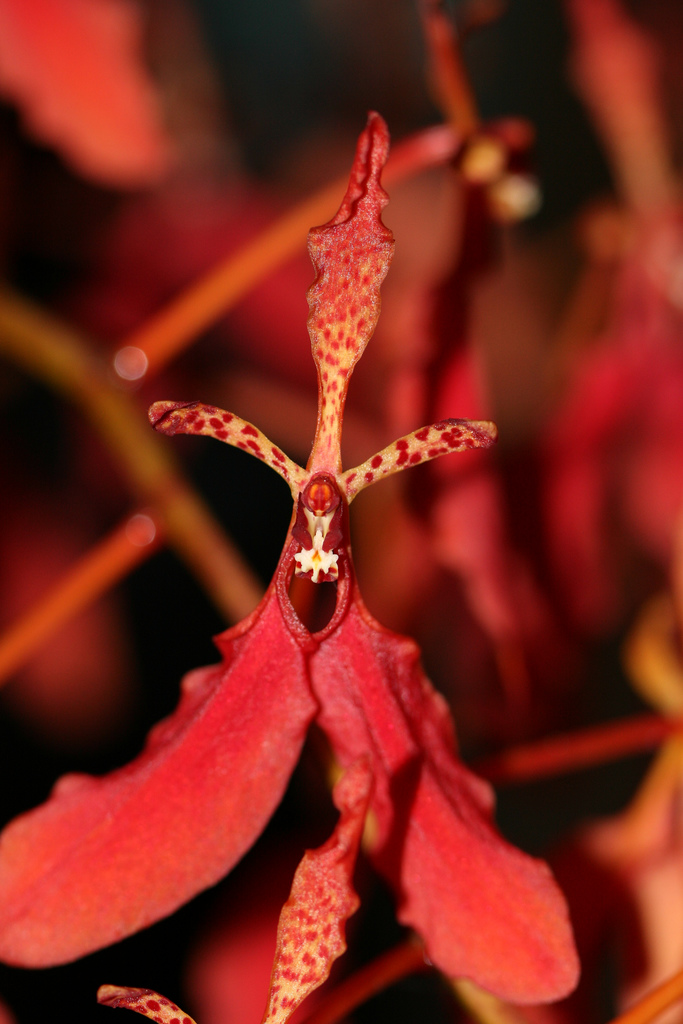
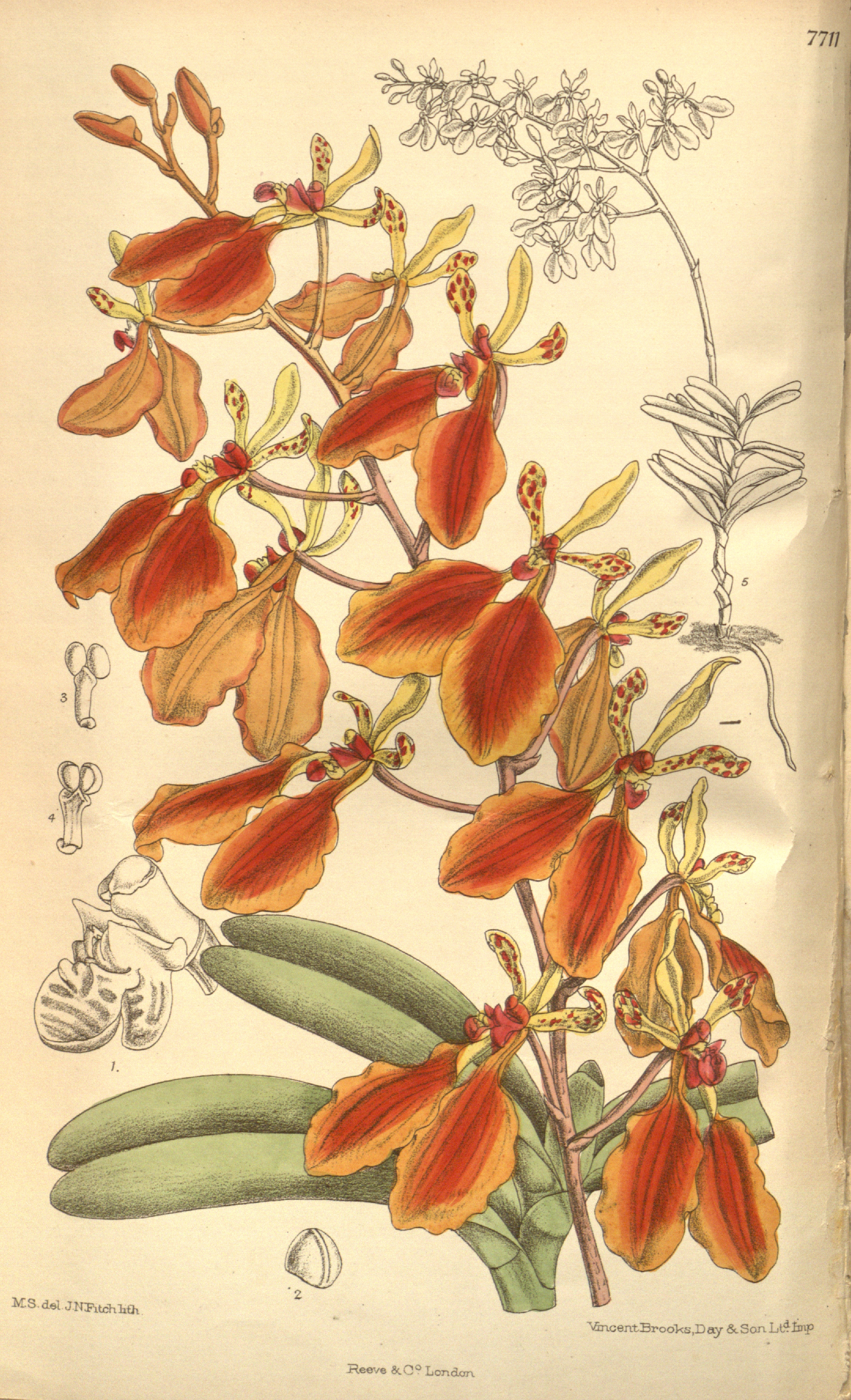